# Néstor Togneri
Néstor Togneri (27 de novembro de 1942 – 8 de dezembro de 1999) é um ex-futebolista argentino que competiu na Copa do Mundo de 1974.